# Lucas Gassel

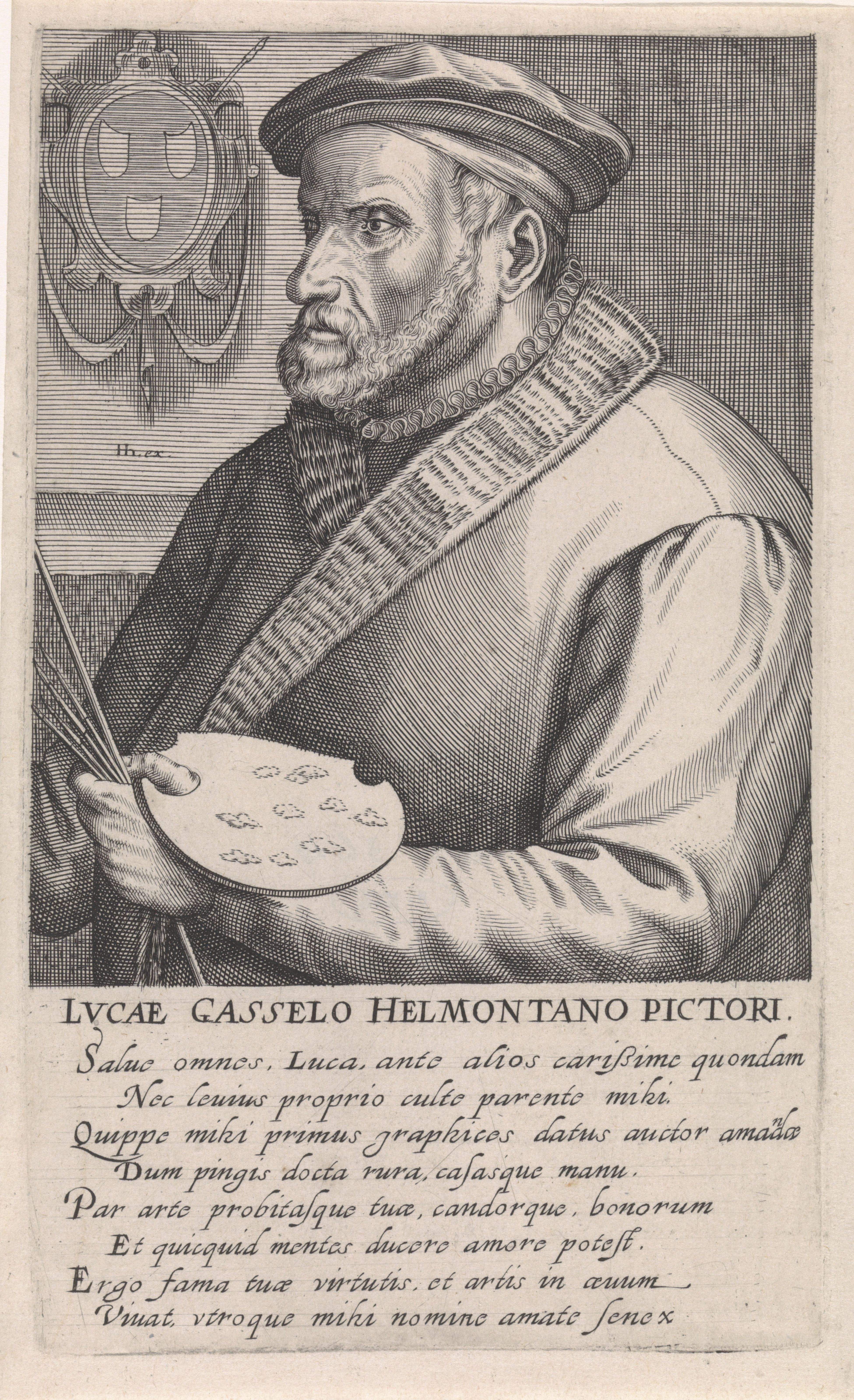
Lucas Gassel, gestochen von Hendrik Hondius (1572)

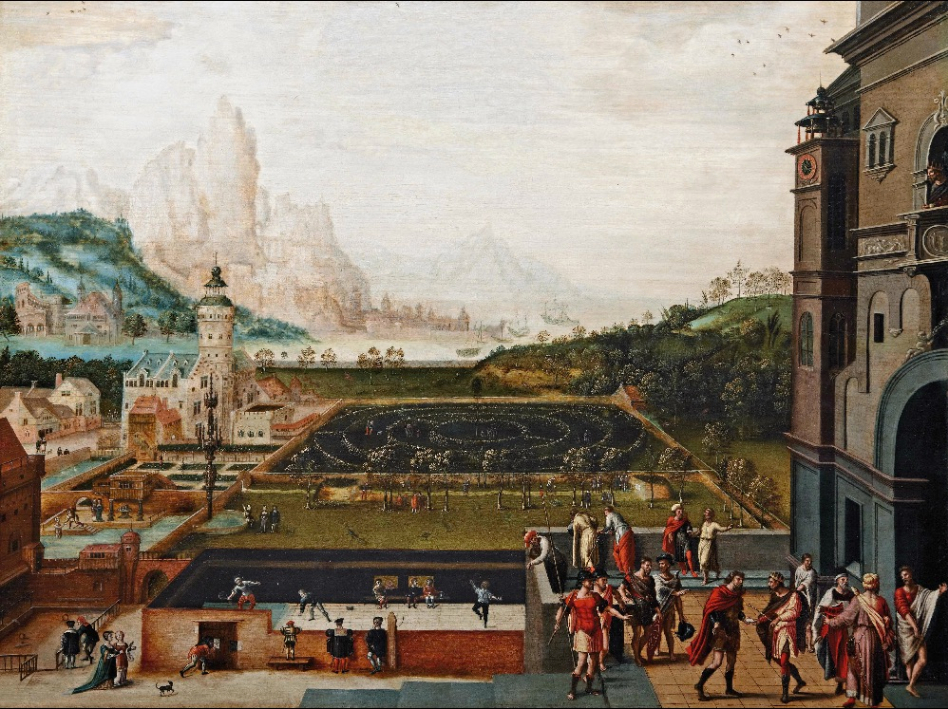
Lucas Gassel: David und Bathseba (etwa 1545)

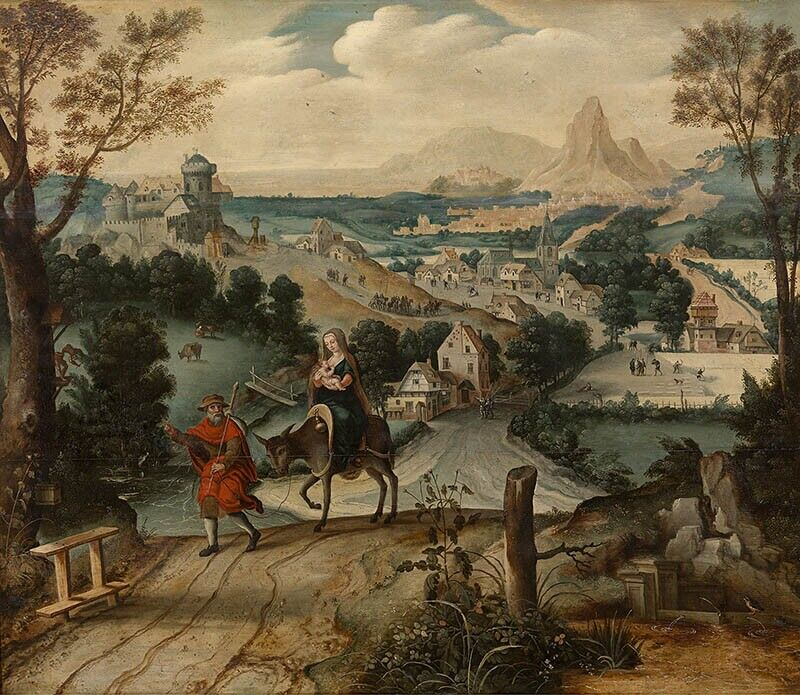
Lucas Gassel: Flucht nach Ägypten (1547)

Lucas Gassel (* um 1500 in Helmond; † nach 1568) war ein flämischer Maler und Zeichner. Seine detailreichen Bilder in Öl- oder Wasserfarben zeigen überwiegend biblische Themen inmitten erfundener, meist bergig-felsiger Landschaften.

## Leben
Über Gassels Herkunft und seine Ausbildung ist nichts bekannt. Er dürfte zwischen 1520 und 1530 in Antwerpen seine Laufbahn als Maler begonnen haben, vielleicht arbeitete er anfänglich anderen Künstlern zu, für die er Hintergründe mit Landschaften erstellte. Nach anderen Angaben arbeitete er in Brüssel und war mit  Dominicus Lampsonius befreundet. Sein letztes (bekanntes) Bild wird auf 1568 datiert. Über Gassels weiteren Verbleib (oder z. B. über den Ort seines Todes) ist nichts bekannt.

## Werkauswahl
- Bergige Landschaft (zwei Gemälde, beide 1538)
- Eine Landschaft. Im Vordergrund der Heiland, begleitet von St. Petrus und St. Johannes, den Lahmen heilend: neben...., 1538[1]
- David und Bathseba (neun Fassungen, 1540–1559), Öl auf Holz, zusätzlich eine Zeichnung
- Landschaft mit Kupfermine (1544), Öl auf Holz
- Flucht nach Ägypten (1547)
- Juda und Thamar (1548)
- Christus und die Kanaaniterin (1550)
- Landschaft mit ‚Noli me tangere‘
- Merkur und Argus (verloren, zuletzt Kunsthistorisches Museum Wien)
- Die Drei Engel vor Abraham (1568, letztes bekanntes Werk), Federzeichnung

Einzelne Motive waren Vorlagen für Kupferstiche:
- Landschaften mit biblischen Personen und Heiligen, fünf Blatt, von Joannes und Lucas van Doetecum (veröffentlicht um 1562)
- Hieronymus in der Wüste

## Stil
Gassels Landschaftsmalerei steht in der Tradition von Joachim Patinir und Herri (met de) Bles. Viele seiner Gemälde könnten Werkstattarbeiten sein, somit nur partienweise von seiner Hand. Marcellus Coffermans malte möglicherweise das Figureninventar einiger Bilder Gassels.
Gassels Landschaften mit Bergen, Felsen und Tälern sind meist durch Farbgebung (bräunlich im Vordergrund, bläulich im Hintergrund) räumlich gegliedert, ebenso wie der Detailreichtum mit der Bildtiefe abnimmt. Auffällig sind die Figuren, deren gedrungene Körper und etwas zu groß geratenen Köpfe wenig realistisch erscheinen.
Bemerkenswert ist das Motiv von David und Bathseba, das Gassel in neun Fassungen malte. Es zeigt rechts den Palast Davids und links den Garten Bathsebas, dazwischen einen Bereich mit einem Spielfeld für Schlagball (dem Vorläufer des Tennis), einem Rasenplatz (wohl für Schießübungen) und im Hintergrund ein kreisförmiges Heckenlabyrinth. Einige Bildversionen zeigen einen Brunnen mit einer Manneken-Pis-Figur; die Figuren der Version aus der Zeit um 1543 sind vermutlich von fremder Hand.